# Hasan Salama
Hasan Salama (ur. 1912, zm. 2 czerwca 1948) – palestyński bojownik, dowódca Armii Świętej Wojny podczas wojny domowej w Mandacie Palestyny i I wojny izraelsko-arabskiej.

## Dzieciństwo i młodość
Urodził się w 1912 we wsi Kula położonej w pobliżu miasta Lod w Palestynie, będącej wówczas częścią Imperium osmańskiego (obecnie Izrael).

## Działalność polityczna
Gdy po I wojnie światowej w 1917 wojska brytyjskie wyparły Turków z Bliskiego Wschodu, Salama zaangażował się w działalność polityczną, stając się zwolennikiem idei panarabizmu. Wraz z utworzeniem w 1921 brytyjskiego Mandatu Palestyny, znalazł się w grupie nacjonalistycznych Arabów skupionych wokół Abd al-Kadira al-Husajniego. Był członkiem Arabskiej Partii Palestyny.

## Działalność wojskowa
Gdy w 1936 wybuchło arabskie powstanie w Palestynie, Salama stanął na czele jednego z oddziałów powstańców. Prowadził działania przeciwko brytyjskim władzom mandatowym oraz Żydom, zdecydowanie sprzeciwiał się współpracy Arabów z Brytyjczykami lub Żydami. Z tego powodu był on odpowiedzialny za zamordowanie wielu Arabów. Po stłumieniu w 1939 powstania, Salama uciekł wraz z wielkim muftim Jerozolimy Aminem al-Husajni do Libanu, a następnie do Iraku.

### Współpraca z nazistami
Po wybuchu II wojny światowej w irackich kręgach rządzących narastały nastroje antybrytyjskie. Ich wyrazem był zamachu stanu przeprowadzony w kwietniu 1941 przez nacjonalistycznego byłego premiera i współzałożyciela Bractwa Muzułmańskiego Raszida Alego al-Kilaniego. Związał on swoje nadzieje z niemieckimi nazistami i zamierzał wyrzucić z kraju Brytyjczyków. Jego planom sprzyjały niemieckie sukcesy wojenne w Afryce Północnej. Al-Kilani po sformowaniu rządu obrony narodowej wysłał notę do władz brytyjskich ostrzegającą przed jakąkolwiek interwencją w Iraku i zabraniającą lądowania w kraju nowych sił brytyjskich. Brytyjczycy postanowili jednak odzyskać kontrolę nad Irakiem i przeprowadzili operację Sabine tłumiąc do końca maja 1941 arabskie powstanie. W listopadzie 1941, Salama wyjechał wraz z grupą sześćdziesięciu arabskich nacjonalistów do III Rzeszy. Powrócił w październiku 1944 z zamiarem realizacji operacji Atlas, której celem było zatrucie wody pitnej w mieście Tel Awiw i zabicia co najmniej 25 tys. Żydów. Operacja się nie powiodła, a ranny Salama schronił się w Jerozolimie.

### Wojna o Palestynę
W dniu 30 listopada 1947 została przyjęta Rezolucja Zgromadzenia Ogólnego ONZ nr 181 w sprawie podziału Palestyny na dwa państwa: żydowskie i arabskie. W jej wyniku, dzień później rozpoczęła się wojna domowa w Mandacie Palestyny. Salam zebrał wokół siebie grupę arabskich ochotników i rozpoczął atakowanie żydowskich osiedli oraz pojazdów poruszających się między nimi. Swoją główną siedzibę założył w byłej szkole oficerskiej brytyjskiej armii, położonej pomiędzy miastem Ramla i żydowską osadą Be’er Ja’akow. Wraz ze swoim najbliższym współpracownikiem, irackim ochotnikiem Abd al-Dżabbarem Humarem, przeprowadzał liczne akcje.
W grudniu 1947 wielki mufti Jerozolimy Al-Hadżdż Muhammad Amin al-Husajni wziął udział w spotkaniu arabskich przywódców w Damaszku. Podjęto wówczas decyzje o sformowaniu Armii Świętej Wojny, na czele której stanęli Hasan Salama i Abd al-Kadir al-Husajni, który pragnął być przywódcą arabskiego państwa w Palestynie. W dniu 5 lutego 1948, Palestyńskiego Dowództwo Polowe powierzyło Salamie rejon operacyjny miasta Lod. Siły Salamy zostały wzmocnione do około tysiąca ochotników. Skoncentrował on swoje działania w rejonie miast Lod i Ramla, atakując żydowskie konwoje do Jerozolimy. Aktywność Salamy prawie sparaliżowała komunikację żydowską z Jerozolimą. W dniu 5 kwietnia 1948 siły Hagany zaatakowały siedzibę Hasana Salamy, niszcząc budynki i zabijając część jego ludzi. Salama ocalał i przeniósł swoją działalność w bardziej górzystą okolicę.
Podczas I wojny izraelsko-arabskiej, w dniu 31 maja 1948 Hasan Salam zaatakował kolumnę żydowskich pojazdów w pobliżu wioski Madżdal Jaba. Konwój był broniony przez żołnierzy Irgunu. Podczas wymiany ognia, Salama został ciężko ranny. Zmarł od ran w dniu 2 czerwca.

## Rodzina
Hasan Salama był ojcem Alego Hasana Salamy, dowódcy organizacji terrorystycznej Czarny Wrzesień.